# Contra as Multinacionais
Contra as Multinacionais (1977) é um documentário português de longa-metragem, um filme colectivo da cooperativa de cinema Cinequipa. Caracteriza-se como obra de cinema militante, género amplamente explorado em Portugal na década de setenta por vários cineastas.
Estreia no cinema Rosa Damasceno (7º Festival de Cinema de Santarém), em Novembro de 1977.

## Sinopse
As empresas multinacionais usam em todo o mundo mecanismos específicos. Com sede em países capitalistas desenvolvidos, abrem delegações em países sub-desenvolvidos, fomentando a divisão internacional do trabalho, em que cada sector apenas fabrica uma parte do produto final. Este processo permite-lhes obter avultados lucros e exercer uma poderosa influência económica e política nas regiões onde se implantam. É isso que se passa em Portugal: a companhia Applied Magnetics exerce esse poder, explorando e desvalorizando os direitos dos seus operários.

## Ficha técnica
- Produção – Cinequipa
- Realização – colectiva (com José Nascimento e Fernando Matos Silva)
- Equipa:

José Luís Carvalhosa
Alexandre Gonçalves
Octávio Espírito Santo
José Lopa Gonçalves
Carlos Alberto Lopes
- Formato – 16 mm p/b
- Duração – 110’
- Género – documentário histórico (cinema militante)
- Rodagem – 1975
- Distribuição –  IPC (Instituto Português de Cinema)
- Estreia – 7º Festival de Cinema de Santarém (1977)